# El Presidente (cóctel)
El Presidente es un cóctel de origen cubano a base de ron, curaçao de naranja, vermut y granadina. La receta original requiere que el vermú sea blanco.
Algunos creen que es el único cóctel clásico de buena fe que se supone que es más difícil de encontrar el vermut blanco (vermut de Chambéry) y con frecuencia no coincide con el vermut seco. Si bien las variaciones se realizan con otros licores de naranja que no sean curaçao, la bebida tradicionalmente debe ser de color rojo, por lo que no se debe usar curaçao azul. El rojo proviene del curaçao rojo, o cuando se usan colores más claros, de la granadina.

## Historia
El Presidente se ganó su fama en La Habana durante la década de 1920 hasta la década de 1940 durante la Ley seca en los Estados Unidos. Rápidamente se convirtió en la bebida preferida de la clase alta cubana.
Hay dos historias rivales sobre a quién se refiere el nombre del cóctel. Una se lo atribuye a Mario García Menocal, presidente entre 1913-1921. El otro es Gerardo Machado, que fue general y también presidente de 1925 a 1933.
También hay múltiples reclamos en cuanto a la invención del cóctel. Una historia es que fue el cantinero estadounidense Eddie Woelke, quien lo nombró en honor al general Menocal después de mudarse a La Habana. Otra afirmación es que se inventó en 1915 en Cuba, 5 años antes de que Woelke pisase el Malecón en 1920. Esta premisa, si es cierta, se debate aún más, ya que se inventó en Vista Alegre (un establecimiento de La Habana frecuentado por estadounidenses), o por el mismo presidente Menocal.

## Cócteles similares
El presidente Machado otorgó a Pan American Airways (Pan Am) derechos exclusivos para volar la ruta Florida-La Habana. Esta puede ser la razón por la que Pan Am sirvió una variación de El Presidente en sus aviones más grandes, conocidos como el Cóctel Clipper. Consistía solo en ron dorado, vermut y granadina.